# Bellabeg
Bellabeg, schottisch-gälisch: Am Baile Beag, ist eine schottische Ortschaft in der Council Area Aberdeenshire. Sie liegt jeweils rund 20 Kilometer westlich von Alford und nordwestlich von Aboyne am linken Ufer des Don am Ostrand der Cairngorm Mountains. Ihr Name bedeutet „kleiner Ort“.

## Geschichte
Zwischen 1690 und 1730 wurde am Standort das Herrenhaus Bellabeg House errichtet. Wie auch das nahegelegene Skellater House war es ein früher Sitz eines Lairds aus dem Clan Forbes. In Bellabeg finden jährlich die Lonach Highland Gathering and Games statt, die einige Aufmerksamkeit erhielten, nachdem der einst in der Nähe lebende Komiker Billy Connolly als Schirmherr fungierte.

## Verkehr
Die A944 (Aberdeen–Corgraff) bildet die Hauptverkehrsstraße von Bellabeg. Ein kurzes Stück östlich der Ortschaft kreuzt sie die A97, während westlich nach kurzer Strecke die A939 erreichbar ist.